# Demetrius Constantine Dounis

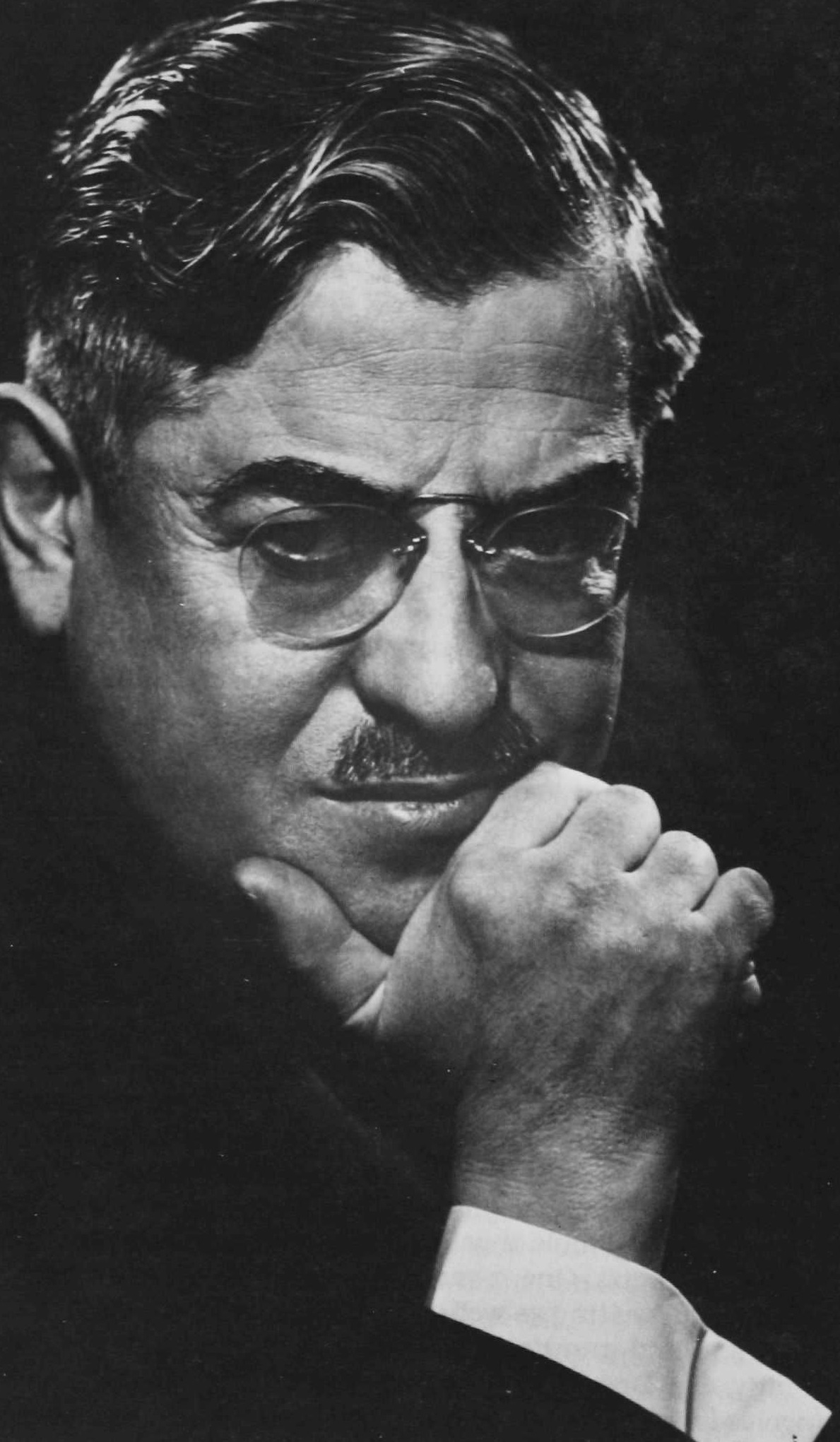
Schwarz-weiß-Portrait von Demetrius Constantinous Dounis, Aufnahme von 1940

Demetrius (Demetrios) Constantine Dounis (auch: D. C. Dounis, Dimitri Constantine Dounis; Δημήτριος Κωνσταντίνος Δούνης; * 7. Dezember 1893 in Athen; † 13. August 1954) war ein griechischer Geiger und Musikpädagoge.
Dounis war ein musikalisches „Wunderkind“. Er gab siebenjährig sein erstes Violinkonzert und tourte im Alter von vierzehn Jahren als Mandolinist durch die USA. Er studierte dann in Wien Musik, außerdem auch Neurologie und Psychiatrie. Im Ersten Weltkrieg diente er als Arzt in der griechischen Armee. Nach dem Krieg beschäftigte er sich mit den physiologischen Vorgängen beim Violin- und Cellospiel. Er wurde einer der bedeutendsten Violinlehrer der ersten Hälfte des 20. Jahrhunderts, entwickelte eine ergonomische Methode der Streicherspiels, die er The Science of Expressive Technique nannte, unterrichtete zahlreiche namhafte Solisten und Stimmführer, u. a. William Primrose (Viola), George Neikrug (Cello) und den Konzertmeister des Boston Symphony Joseph Silverstein (Violine) und verfasste mehrere Lehrwerke für Geiger und Bratschisten, die teilweise auch auf das Cello übertragen wurden.